# Великий Білий флот

Карта маршруту Великого Білого флоту (державні кордони на карті 2009)

Великий Білий флот (англ. Great White Fleet) — поширена назва для потужного флоту ВМС Сполучених Штатів, який здійснив подорож навколо світу з 16 грудня 1907 до 22 лютого 1909 за наказом президента США Тедора Рузвельта. Його місія полягала у здійсненні дружніх візитів до численних країн і одночасно демонстрація світові нової морської потуги США.
Флот складався з 16 лінійних кораблів розділених на дві ескадри, разом з різноманітними кораблями супроводу. Рузвельт мав намір продемонструвати зростання американської військової міці та наявність спроможностей океанського флоту. З метою забезпечення виконання угод та захисту заморських володінь Конгрес США виділив відповідні кошти для побудови американської морської потуги. Маючи на початку 1880-х лише 90 невеликих кораблів, більше третини яких були застарілі дерев'яні, ВМС США почав швидко зростати, отримуючи нові сталеві бойові кораблі.

## Передумови та мета

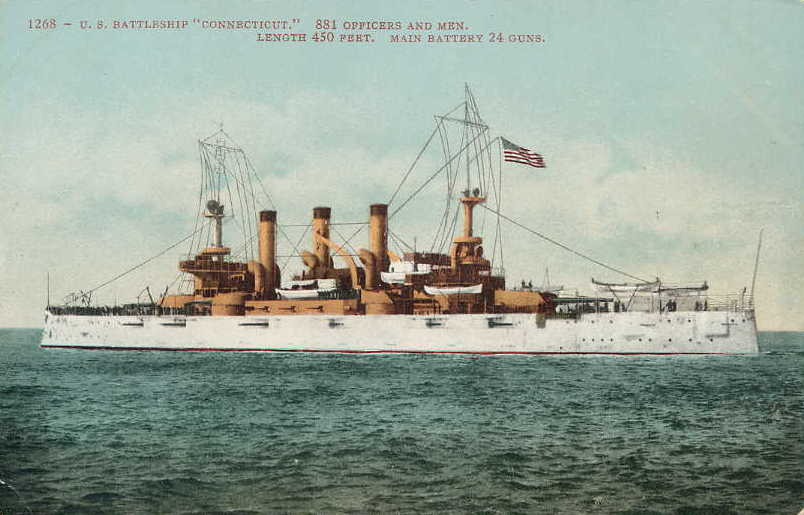
Флагман Connecticut: одна з набору пам'ятних листівок кораблів Великого Білого флоту

Ближче до завершення власної каденції президент США Теодор Рузвельт направив 16 лінійних кораблів Атлантичного флоту у навколосвітню подорож з 16 листопада 1907 до 22 лютого 1909 року. Корпуси було пофарбовано у білий колір за схемою ВМС для мирного часу, додатково прикрашені позолоченими зображеннями американського прапору на носі.  Ці кораблі пізніше й стали відомими як Великий Білий флот.
Похід флоту мав виконати кілька завдань. Формально візити кораблів були жестом доброї волі. Для 19 століття звичними дружніми військово-дипломатичними актами  були візити кораблів з нагоди дня народження монарха чи іншої визначної події. Такі візити до портів були пов'язані  з пишними помпезними церемоніями. Зі зростанням розмірів флотів та окремих кораблів такі події фактично перетворювались у видовищні військово-морські паради. США почали брати участь у таких подіях з 1902, коли Рузвельт запросив Кайзера Вільгельма ІІ направити ескадру для дружнього візиту до Нью-Йорку. Після цього запрошення відвідати їх порти почали надсилати США Велика Британія, Франція та Німеччина.
Додатково похід Великого Білого флоту демонстрував американському суспільству та народам інших країн, що США стало великою морською державою за роки після тріумфу у Іспано-американській війні, коли фони заволоділи колишніми іспанськими володіннями, включаючи Гуам, Філіппіни, та Пуерто-Рико. Це не була перша «демонстрація м'язів» ВМС США після війни. Приміром під час Альхесіраської конференції 1906, яка повинна була вирішити конфлікт між Францією та Німеччиною через конкуренцію за  Марокко, Рузвельт наказав восьми лінійним кораблям демонструвати присутність у Середземному морі. Оскільки Японія утвердилась як велика морська держава з 1905, знищивши російський флот у Цусімській битві, похід Великого Білого флоту принаймні частково був призначений для демонстрації Токіо можливості американського флоту прибути на Тихий океан з Атлантичних портів та його спроможність захистити американські інтереси там.
Водночас форма такої демонстрації не завдавала шкоди дипломатичним зусиллям обох держав, спрямованими на вирішення конфлікту, пов'язаного з антияпонськими безладами у містах Тихоокеанського узбережжя США. Рузвельт розглядав похід як засіб підняти патріотичні настрої і створити враження, що він дає Японії «урок ввічливості», як висловився історик Роберт А. Харт (Robert A. Hart).
Похід розглядався також як нагода покращити навігаційні та бойові спроможності флоту. У той час як більш ранні типи основних кораблів, такі як Kearsarge, Illinois та Maine були призначені переважно для захисту прибережних вод, більш пізні типи такі як Virginia and Connecticut будувалися з врахуванням досвіду Іспано-американської війни та вважалися кораблями «з найвищою практично досяжною швидкістю та найбільшим радіусом дії», цитуючи слова закону. яким Конгрес схвалив їх побудову. Тим не менш досвід, здобутий під час війни з Іспанією, був досить обмеженим.

## Побоювання та підготовка
Заявлений намір Рузвельта — забезпечити флоту практику навігації, зв'язку, забезпечення вугіллям та маневрування у строю. Водночас військово-морські експерти вважали, що таку практику доцільніше здійснювати у власних водах. У світлі того, що сталося з російським Балтійським флотом, який з великими проблемами отримував паливо на шляху до Цусіми, вони побоювалися посилати власний флот на далеку відстань, оскільки він міг зіпсувати враження про себе як сучасного перевіреного битвами флоту. Командування також  вважало, що невтішні результати походу російського флоту довели, що застосування флоту далеко від власних баз не повинне передбачатися стратегічними планами. Японський флот міг опиратися на власні паливні склади та ремонтні потужності, у той час як американські кораблі могли отримувати вугілля на Філіппінах, але могли здійснювати там лише незначний ремонт. Необхідною була тривала зупинка на Західному узбережжі США, оскільки лише там кораблі могли пройти ремонт у сухих доках. Втім під час планування походу. виявилося, що ремонтні потужності навіть там неадекватні, приміром база у Сан-Франциско мала недостатню глибину для заходу лінійних кораблів. 
Значні проблеми створювало постачання суден вугіллям через відсутність у США мережі вугільних станцій, подібної до британської, а також адекватної кількості відповідних допоміжних суден. Під час війни постачання вугілля у нейтральних портах було обмежено міжнародним правом. Фактично проблема постачання флоту у морі не була повністю вирішена аж до Другої світової війнию.
Федеральні акти вимагали, щоб флот США забезпечували судна під американським прапором. Враховуючи на той час недостатній розвиток Торгового флоту США, це стало іншою перепоною. Рузвельт дозволив флоту укладати контракти на постачання з американськими судновласниками навіть якщо їх ціна до 50 %. Але навіть за таких умов багато судновласників відмовилося від укладання угод, оскільки вони не могли зібрати достатньо вантажу, аби окупити зворотну подорож. Врешті решт серед 38 суден, які забезпечували постачання флоту 125,000 тон вугілля, необхідного для переходу із Атлантичного до Західного узбережжя США, лише 8 були американськими, а абсолютна більшість інших мали британську реєстрацію. Така ситуація підривала ефективність демонстрації спроможності флоту США діяти проти Японії, оскільки у випадку війни Британія б не постачала вугілля всупереч власним зобов'язанням у Англо-японському союзі.

## Плавання

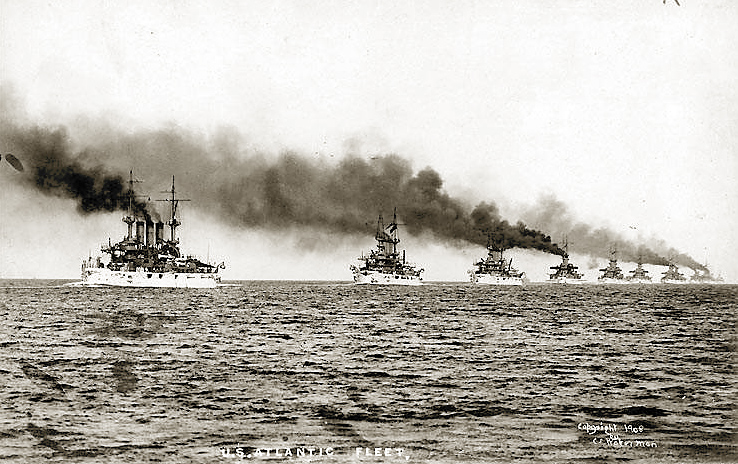
Kansas рухається попереду «Вермонт» під час виходу флоту 16 листопада 1907.

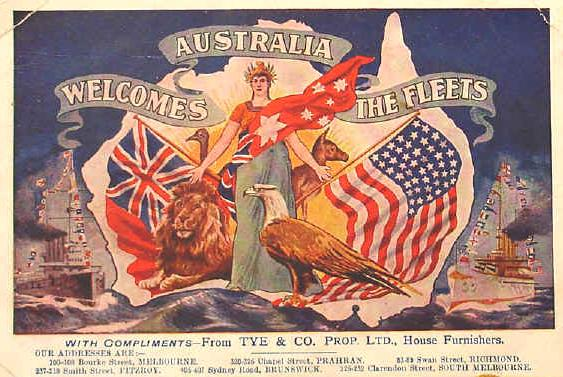
Поштова картка 1908, яка вітає прибуття флоту до Австралії

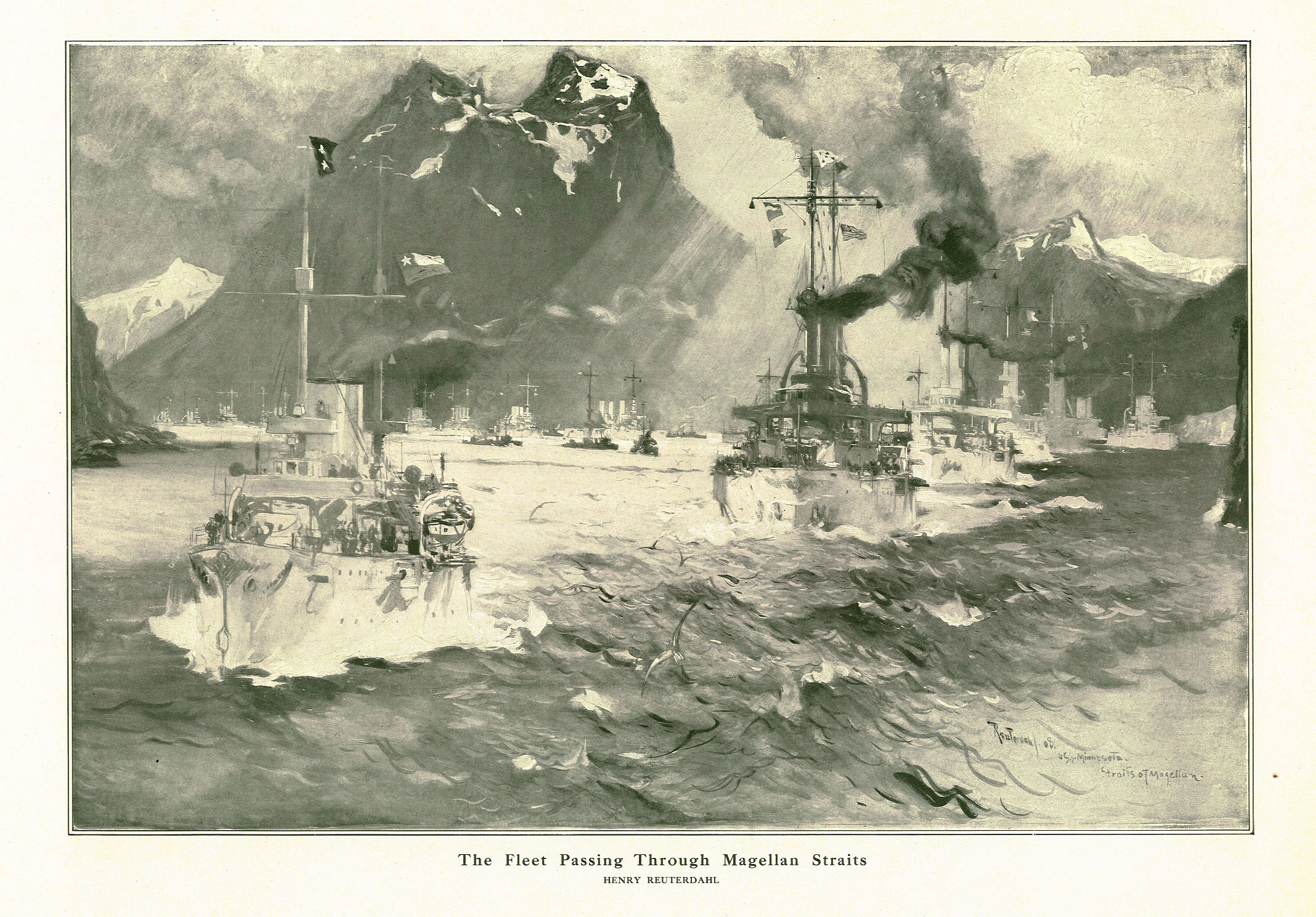
Картина «Флот проходить Магелланову Протоку» художника-мариніста Henry Reuterdahl, який подорожував з флотом на USS Culgoa

Оскільки Панамський канал ще не був завершений, флот мусив рухатись через Магелланову протоку. Масштаб цієї операції був безпрецедентним в історії США. Весь маршрут та забезпечення під час походу були ретельно сплановані. На відміну від труднощів походу російського флоту до Цусіми, що значною мірою сприяв його поразці у битві з японцями в 1905, флот США користувався перевагами миру, що сприяло успішній координації руху кораблів.
У кожному американському порту тисячі громадян приходили побачити і привітати флот. В 1908 році Великий Білий флот відвідав Монтерей, з 1 по 4 травня.  У У розкішному приміському готелі Hotel Del Monte було організовано великий бал для офіцерів флоту.
Прибуття Великого Білого флоту в Австралію  20 серпня 1908 було використане для підтримки розвитку власного флоту. У Йокогамі, японці зібрали величезний натовп, демонструючи бажання жити в мирі з американцями, тисячі школярів вимахували американськими прапорами вітаючи делегацію американських офіцерів на березі. На Сицилії моряки допомогли у рятувальних операціях після землетрусу 1908 у Месіні.
У лютому 1909, Рузвельт прибув до Гемптон-Роудс привітати тріумфальне повернення флоту з тривалої подорожі. Цю подію він розглядав як гідне завершення роботи власної адміністрації. Рузвельт заявив, виступаючи перед офіцерами і екіпажами кораблів «Інші нації можуть зробити те, що ви зробили, але вони муситимуть слідувати за вами». Це був завершальний акт великої стратегії Рузвельта, яка серйозно посилила престиж США та його роль Америки у  міжнародних справах.[джерело?]

## Склад флоту

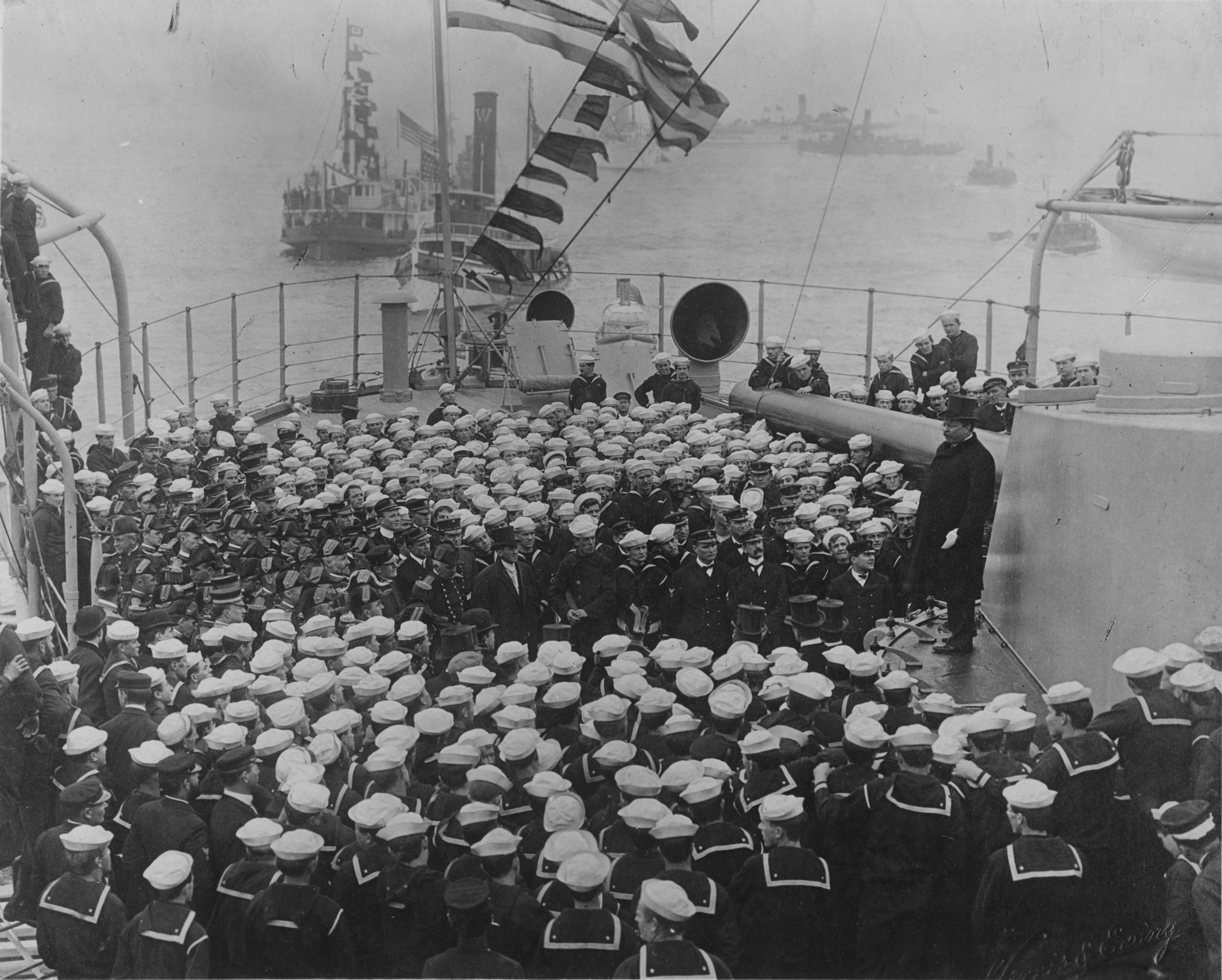
Президент Теодор Рузвельт на 12 дюймовій (305 міліметровій) гарматі виступає перед офіцерами і матросами броненосця Connecticut, в Гемптон-Роудс після завершення навколосвітнього походу 22 лютого 1909.

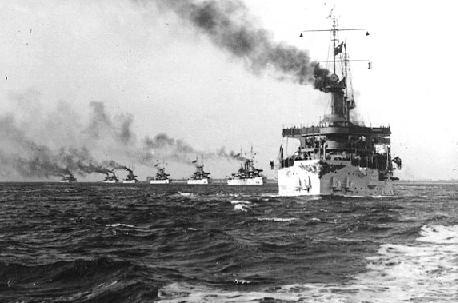
Connecticut очолює Великий білий флот 1907.

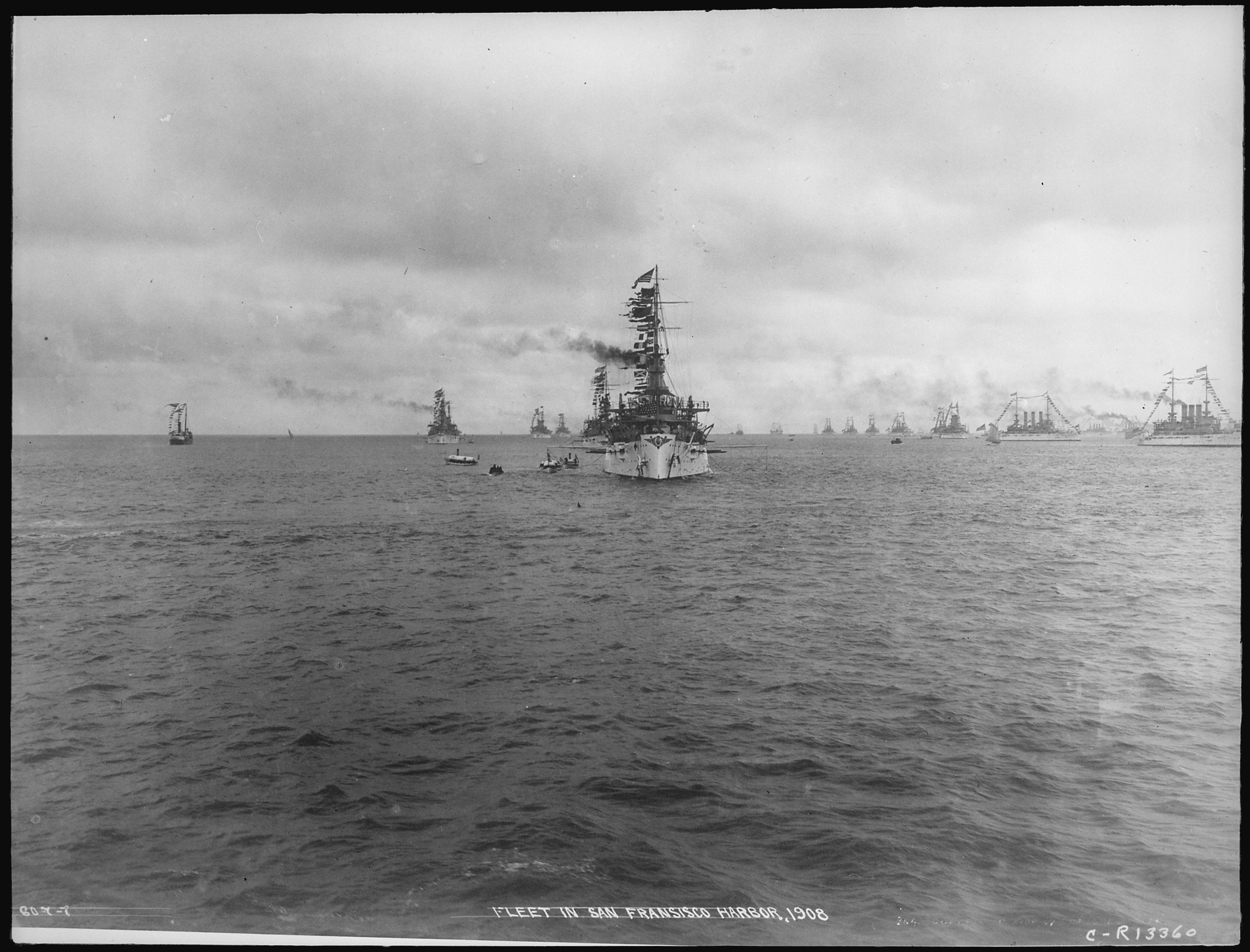
Флот у Сан-Франциско. Virginia найближча до камери.

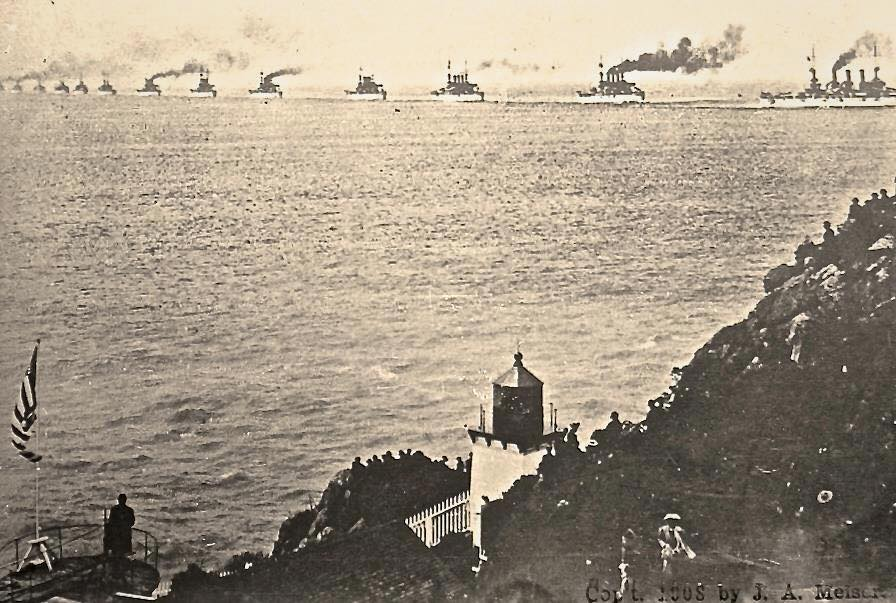
Великий білий флот проходить повз Trinidad Head, CA 1908

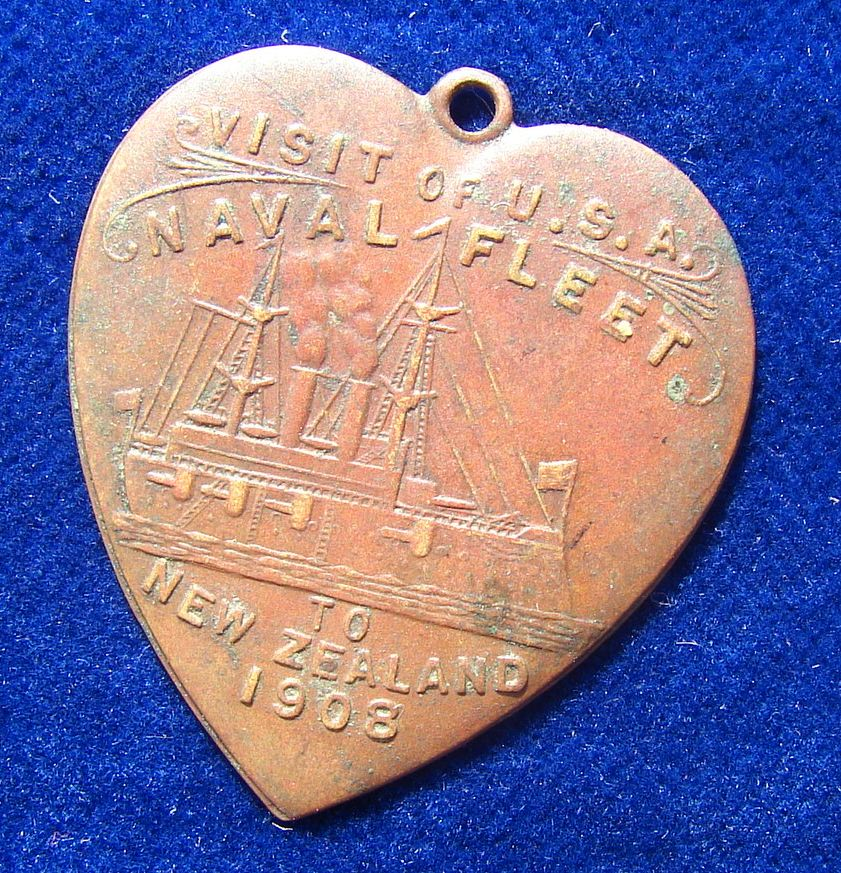
Бронзовий медальйон 1908 на честь візиту Великого Білого флоту в Окленд, Нова Зеландія

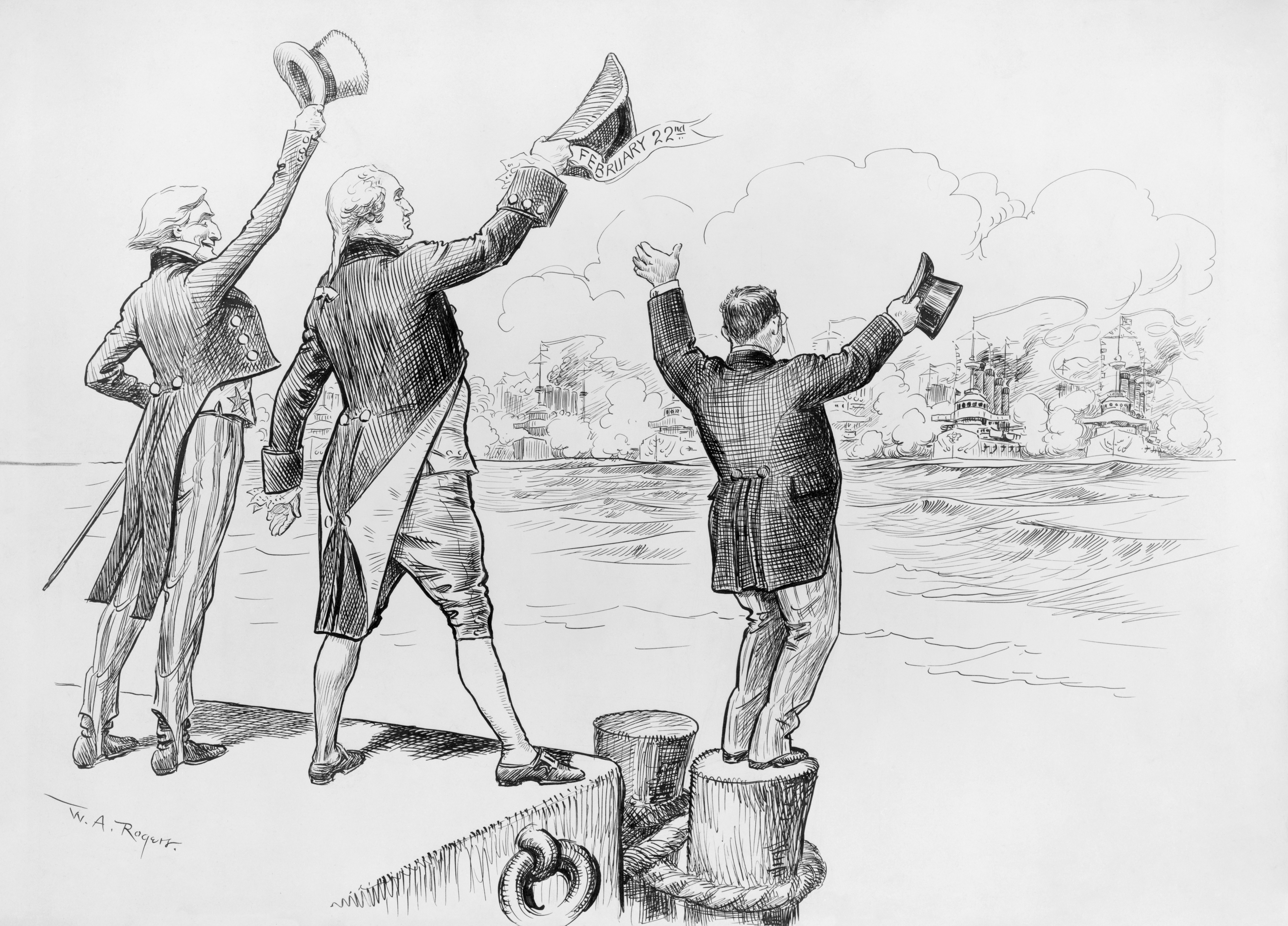
Політична карикатура The New York Herald, 22 лютого 1909. Дядько Сем, Джордж Вашингтон та Теодор Рузвельт вітають повернення Великого Білого флоту у Гемтон-Роуті, Віргінія.

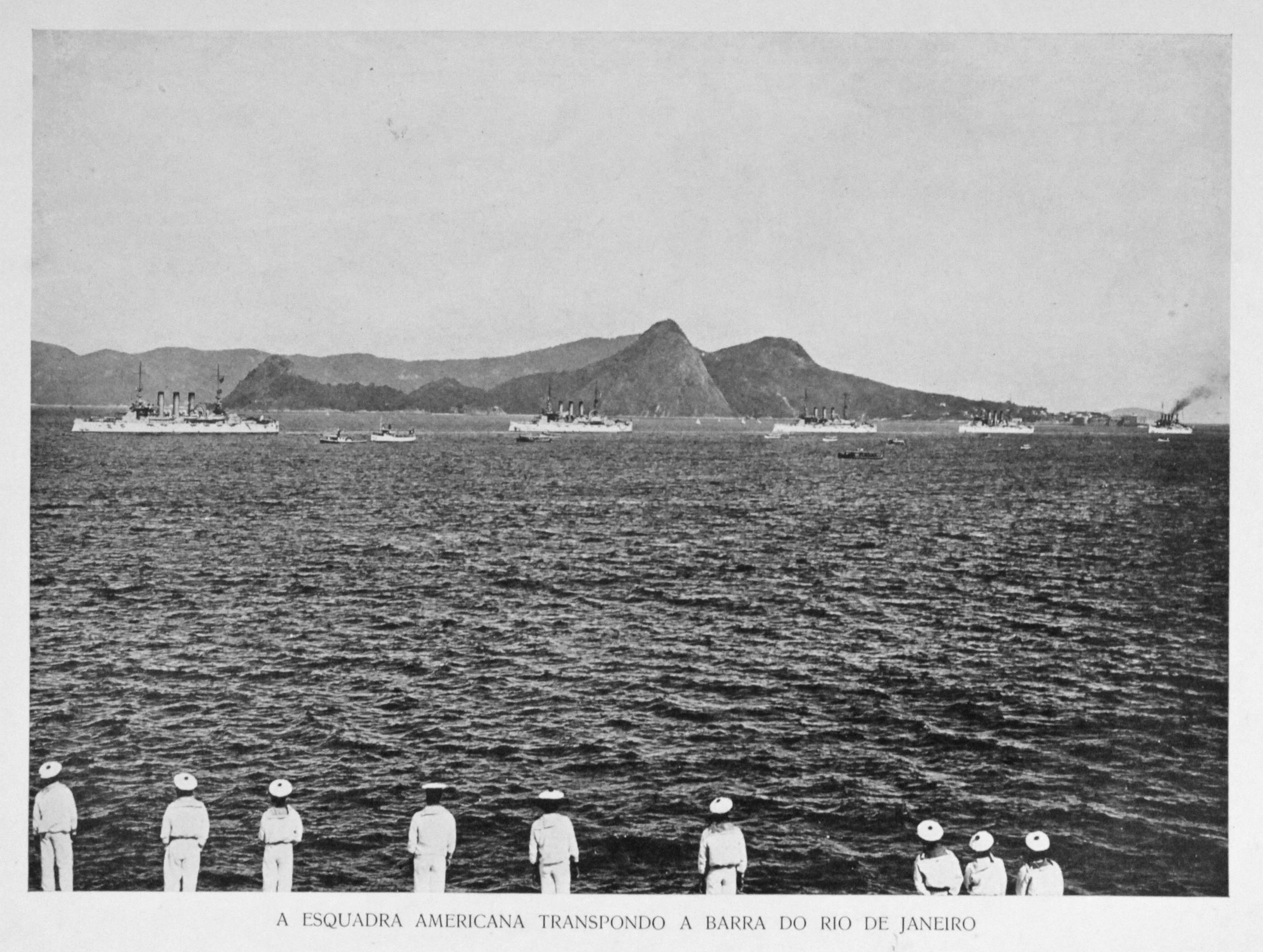
12 січня 1908 — прибуття до Ріо-де-Жанейро

Чотирнадцятимісячний похід був яскравою демонстрацією американської морської сили. Ескадри з екіпажами у 14 000 моряків пройшли близько 43 000 морських миль, відвідавши двадцять портів на шести континентах. Флот вражав, особливо як демонстрація індустріального потенціалу Америки — всі 18 його кораблів були побудовані після Іспано-американської війни 1898 року. Проте ці лінійні кораблі були представниками швидко застарілого класу пре-дредноутів, які значно поступалися революційному британському кораблю HMS Dreadnought, спущеному на воду у 1906 році, за рік до початку експедиції. Втім перший американський корабель цього класу — дредноут USS South Carolina, на той час також вже увійшов у стрій.